# 神羅電気動力
神羅電気動力株式会社（しんらでんきどうりょくかぶしきがいしゃ、Shin-Ra Electric Power Company）は日本のゲーム会社スクウェア（現スクウェア・エニックス）が製作したゲームソフト『ファイナルファンタジーVII』やその外伝的作品に登場する架空の企業。作中では専らその略称である神羅カンパニーまたは単に神羅で呼ばれている。

## 沿革
あるとき魔晄炉によって星の中心から「魔晄」と呼ばれるエネルギーの抽出に成功し、電力事業に進出してから、世界的大企業となった。
一時期は宇宙開発事業にも積極的に投資していたが、現在では力を入れていない。
世界的大都市であるミッドガルは企業城下町であり、都市の開発からインフラストラクチャー事業、治安維持まで一手に独占しており、同社の影響力は非常に大きいものとなっている。

## 事業と部門
本社所在地ミッドガルを中心に、非常に幅広い事業領域を持っているのが同社の特徴である。
兵器開発部門
スカーレットに総括されている。もともと前身の神羅製作所時代からの事業である。神羅がその強力さを自負する「魔晄キャノン」は元々はジュノンに設置されており、後にミッドガルに移設された。なお、前身企業から長きに渡って継続してきた事業だけあって、開発された兵器は個人用の武器や装備から、中型や大型のロボット兵器まで多種多彩におよび、かつその生産ラインもかなりの規模と思われる。なお、『リメイク』ではロボット兵器の中には遠隔操作が可能であったり、立体映像の空間投影や映像撮影を可能とするドローンやUCAVに似た特性を有するものも存在する。
宇宙開発部門
パルマーに統括されている。かつてはかなりの投資がされていたようだが、近年は斜陽産業とされる。ロケット村は宇宙開発部門の中心地であった。
治安維持部門
ハイデッカーに統括されている。街中に神羅兵が配置され、治安維持の名の下、かなり強権的な手法が用いられている。また特殊部隊「タークス」はこの部門に属するが、形式上であり、タークスは社長直属の色合いが強い。なお、先述の兵器開発部門が多種多彩な兵器開発を開発し、かつ十分な規模の生産ラインを有していることから、治安維持部門に属する将兵やソルジャー、そしてタークスは基本的に兵器開発部門が開発・製造した武器や装備を使用するのが通例であり、これに該当しないのは元々はソルジャーのアンジールが父親から買い与えられ、後に彼が指導していたザックスが譲り受け、最終的にはザックスがクラウドに託したバスターソードくらいである。
都市開発部門
リーブ・トゥエスティに統括される。ミッドガルはこの部門によって開発されている。街を上層の高所得者層と下層の低所得者層に分ける手法が特徴。
『リメイク』では都市開発部門の関連会社と思しき、「株式会社 神羅建設」と書かれたポスターが登場する。
科学部門
宝条博士によって統括されている。この部門もまた、かなり非人権的手法で研究を行っており、宝条はいわゆるマッドサイエンティストである。かつてガスト・ファレミス博士が指揮を執っていた際に、古代種の研究を開始しており、本作の要となっている。
『リメイク』では治安維持部門が運用する動物兵器の類は、科学部門の研究の産物であることが、エネミーレポートによって判明する。
電力事業（魔晄炉・電力関連）
星の中心部から魔晄を抽出し、電力に加工、街に供給している。同社の中心的事業である。都市開発部門が行なっている。
運輸事業
ミッドガルの上層と下層を結ぶ鉄道、船舶、飛空艇などの航行を行っている。
インフラ事業
ミッドガルの上下水道などのインフラは全て同社が整備運営している。また、『リメイク』ではミッドガル下層のスラム街を照らす照明装置、通称「スラムの太陽」の整備運営を行っている。
教育事業
神羅軍事学校という学校を運営し、いわゆる「タークス」の育成を行っている。タークスの1人であるイリーナは本学の卒業生である。軍事学校という名前から「神羅兵」は本学で育成するものと推測できるが、作中でそのような説明はなされていない。
そのほかにも様々な事業領域を持っている。また、オートバイや自動車、船や飛行機、潜水艦などの製造を行っている。この内、ヘリコプターの「スキッフ」についてはタークスや神羅兵が使用する他ジュノンでは「空飛ぶタクシー」として使用されているが、『リメイク』では実在するUH-60 ブラックホークに似た外観のヘリコプターが登場する。

## 問題
同社が「魔晄」と呼んでいるものは、星の生命の源泉とも言うべき「ライフストリーム」であり、それらを抽出して加工することは、星の生命を消費することに繋がる。よって、大規模な魔晄炉がある地域では動植物に深刻な影響が出ている。これに伴い、ライフストリームの抽出に批判的な反神羅組織などが暗躍している（『FFVII』『BC FFVII』では反神羅組織「アバランチ」が活動している）。
また、企業の上層部には非常に強権的な経営手法を奉じている人物たちが多く、それが独占的な経営状態と絡み、世界全域に専権的な企業支配を強いる結果となっている。それは本社所在地ミッドガルの凄まじい貧富の差、本来行政権を行使するべきドミノ市長を差し置いて、企業の決定が実質的に行政の決定となってしまう、各所で散見される情報操作による事故・事件の隠蔽といった、異常な状態からも窺える。
「治安維持」という名目のもと、ほとんど私刑に近いかたちで同社に反抗するものたちの命を奪うことも辞さず、その非人権的手法は裏では批判されている。
この他『R1』では神羅製の兵器が欠陥品として投棄された後も完全に機能を停止しておらず、暴走して民間人に危害を加える脅威となるという、兵器メーカーならではの「公害」も起こっている。また、『FFVII』以上にアバランチの活動に対する情報操作が徹底した物となっている（かつて神羅と敵対したウータイとの共謀によるものと公式発表するなど）。

## その他
- 『ファイナルファンタジーVII アドベントチルドレン』に関連した企画として社員募集が行われ、社員証が配布された。もちろん架空の企業であるため実際の雇用関係が生じるわけではなく、限定コンテンツの閲覧などの特典が与えられるという物であった。